# Atlanta (Nebraska)
Pour les articles homonymes, voir Atlanta (homonymie).
Atlanta est un village du comté de Phelps, dans l'État du Nebraska, aux États-Unis. En 2020, il comptait une population de 106 habitants.